# Брагін (смт)
Бра́гін (біл. Брагін) — селище міського типу, центр селищної ради та Брагінського району Гомельської області Білорусі. Селище розташоване на річці Брагінка, притоці Прип'яті, за 119 км на південний захід від Гомеля. Відстань від Мінська 357 км, до найближчої залізничної станції Хойники 28 км. Автомобільними шляхами Брагін з'єднаний з Хойниками, Речицею, Лоєвим, Комарином.

## Назва
Існує кілька версій про походження назви. Одна з них пов'язана з болотистим характером місцевості. Вона розповідає про двох братів, що колись заснували цей населений пункт. Коли один з них потрапив до трясовини, то другий, не маючи можливості врятувати його, у розпачі крикнув «Бра-а-а, ги-нь!».
За іншою легендою, назва походить від імені або прізвища Брага (від поширеного у стародавній Русі напою «брага»).

## Історія
Люди тут жили здавна. За чотири кілометри на південний захід від Брагіна виявлена стоянка людини епохи неоліту. Стародавнє городище на місці Брагіна відноситься до XI століття. Поселення було засновано в зоні змішування племен дреговичів, полян і сіверян.
Вперше в письмових джерелах згадується в Іпатіївському літописі від 1147 року як місто Київського князівства. У 1241–1242 році спалений монголо-татарами.
У 1360–1370 роках увійшов до складу Великого князівства Литовського, належав до Мозирського повіту Мінського воєводства. З часу входження Брагіна до складу Великого князівства Литовського і до кінця XVI століття місто було власністю великих князів литовських. У 1514 р. місто у вічне володіння отримав князь Вишневецький-Збаразький Михайло. У 1535 році під час війни Великого князівства Литовського з Московською державою 1534–1537 років спалений московським військом. У 1569 році Брагінська волость разом з Київським воєводством були долучені до Польщі.
З травня 1574 року Брагін став основною резиденцією князів Вишневецьких. У місті існував комплекс дерев'яно-земляних укріплень з замком. У 1601–1603 роках Вишневецький приймав тут Лжедмітрія І. В 1648 році, під час повстання 1648–1651 років мешканці Брагіна відчинили замкову браму перед загоном війська Хмельницького, яким керували полковники Нябаба і Хвасько. Брагінці і селяни навколишніх сіл створили полк під керівництвом козацького голови Магери. Місто і замок розбила каральна експедиція військ Речі Посполитої. З того часу замок більше не відновлявся і перетворився у господарчий двір Вишневецьких, місто занепало.
З другої половини XVII століття належав князям Конецпольським, потім місто дуже часто змінювало своїх власників. З 1770-х років тут діяла місія єзуїтів з костелом.
Після поділу Речі Посполитої в 1793 році увійшов до складу Російської імперії. В 1860 році тут налічувалося 260 дворів і 2628 жителів, 2 церкви, костел, проводилося 2 базари. Брагін був центром волості Речицького повіту Мінської губернії, тракт сполучав його з Лоєвом. Були відкриті аптека, пошта, заїжджі двори, майстерні, магазини й лавки. Належав Рацьким, з 1873 року А. С. Канопліну, купцю першої гільдії. Значна частина населення була єврейського походження. У кінці 19 століття 2254 з 4311 мешканців були євреями. У 1897 році — 4 519 мешкаців, 3 церкви, каплиця, 4 синагоги, церковноприходська школа, народне училище, поштово-телеграфне відділення, млин, броварня, 3 маслоробні, 5 гарбарень, 5 цегелень, 2 заїзні доми; щотижня проводилися базари, 2 рази на рік відбувалися ярмарки.
З 1919 року містечко Брагін — центр волості Гомельської губернії РРФСР, 1 вересня 1924 року був утворений Брагінський район Речицького округу БРСР. З 9 червня 1927 року включено до складу Гомельського округу (до липня 1930 року). З 1935 року містечко, з 27 вересня 1938 року — селище міського типу. З 15 січня 1938 року — в Поліській області. В часи нацистської окупації з 20 жовтня 1941 до 23 листопада 1943 року — в Комаринській, а потім Брагінській окрузі. З 8 січня 1954 року — в складі Гомельської області.
Під час Другої світової війни окупанти розстріляли в районі 8 000 мирних жителів, вони поховані в могилі жертв фашизму на сучасній вул. Пісочній. Загиблі в боях за визволення селища військовослужбовці та партизани поховані в братських могилах по вулицях Радянській та Комсомольській. Багато євреїв були вбиті німецькими військами.
Після аварії на Чорнобильський АЕС 1986 року Брагін знаходиться у зоні радіоактивного забруднення.

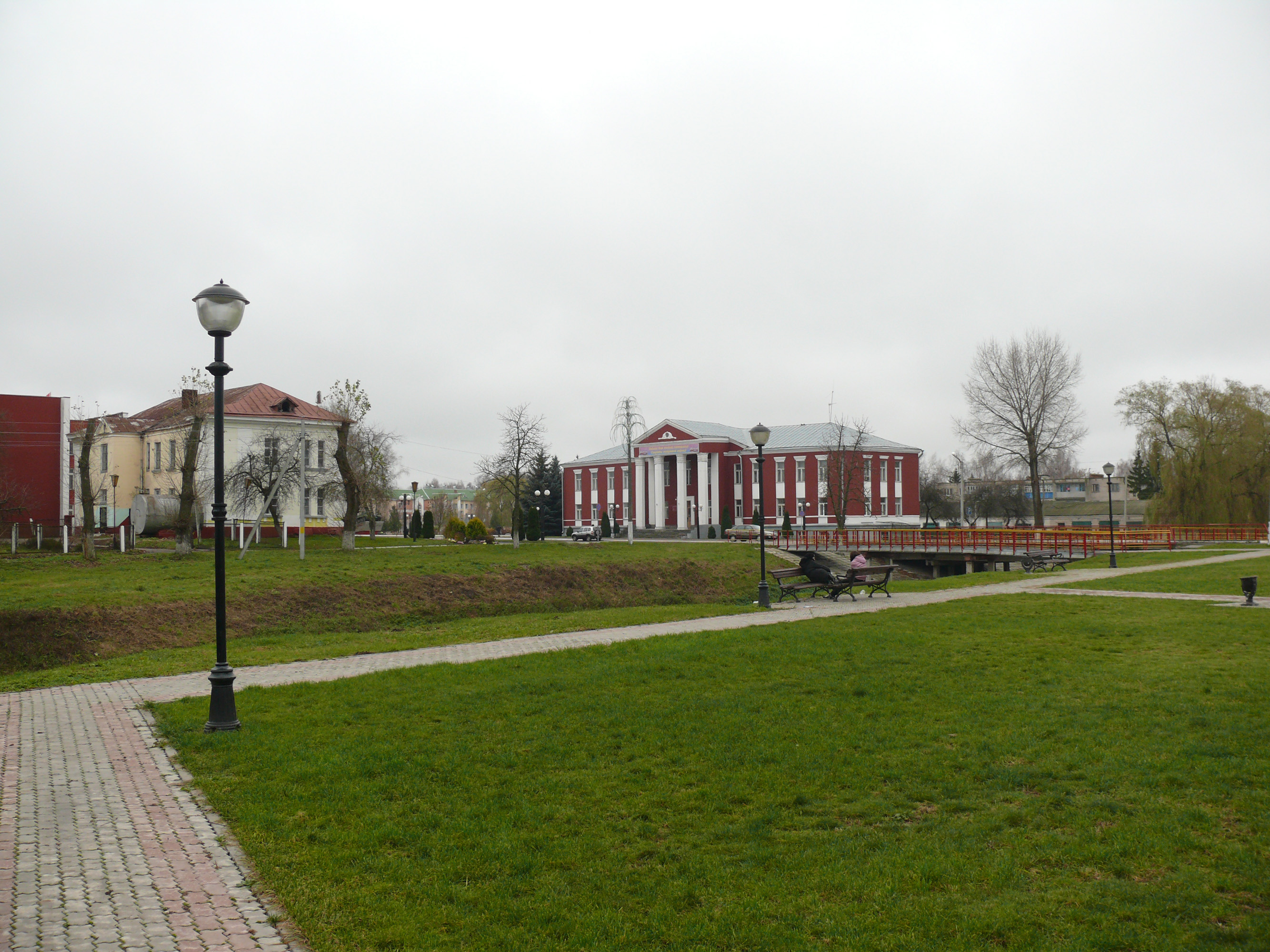
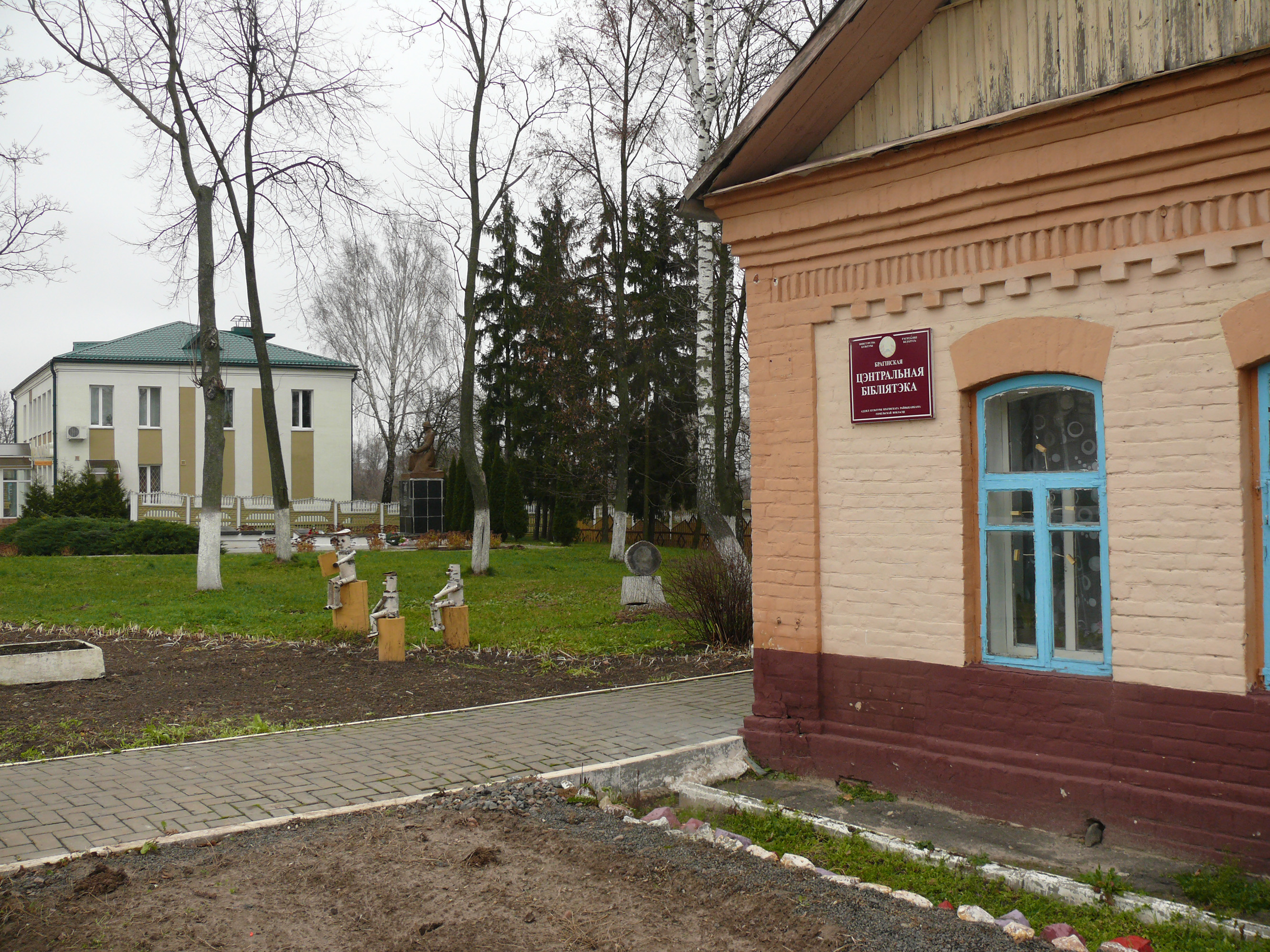
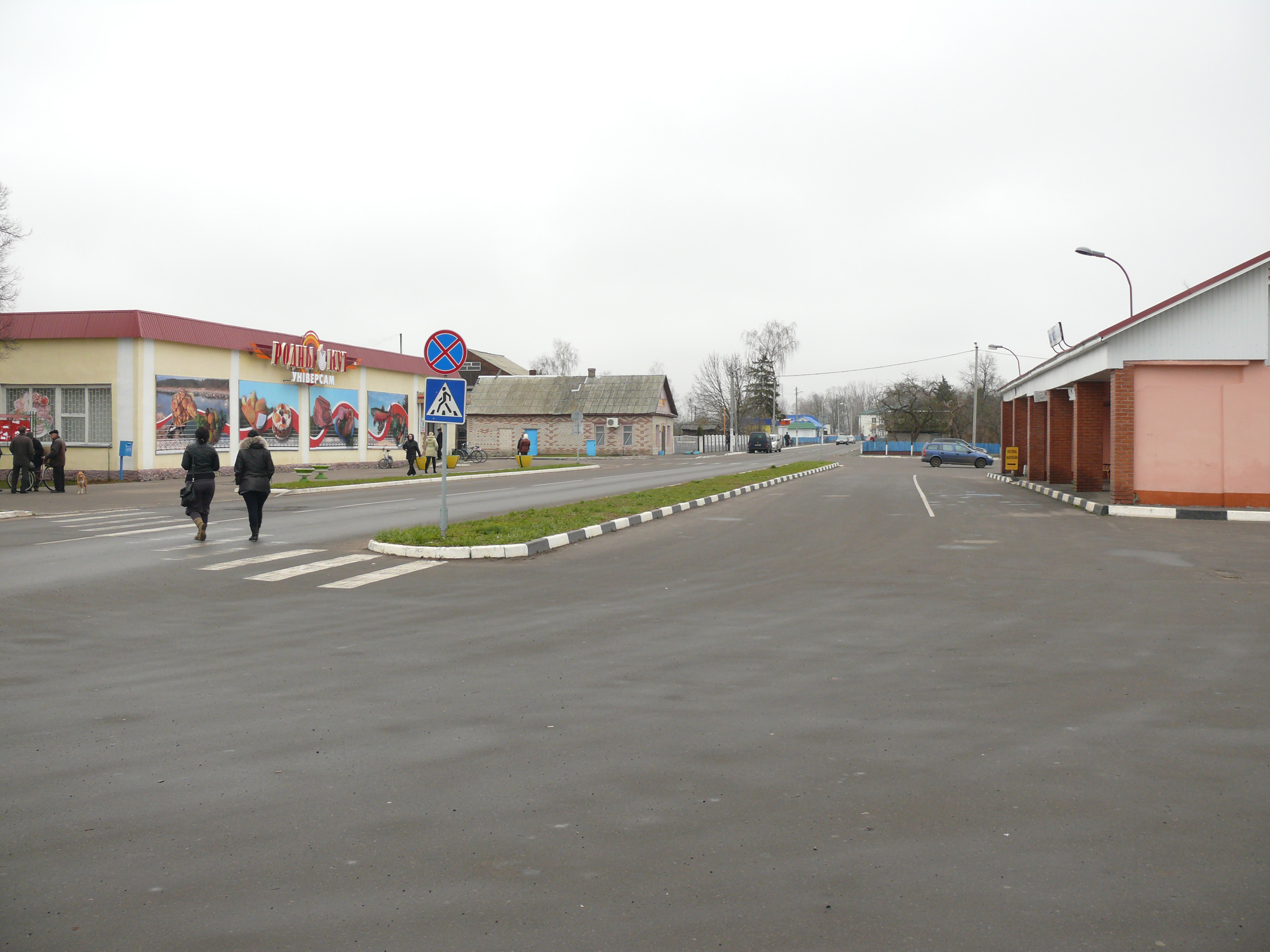

## Забудова
Сучасний Брагін складається з мережі кварталів, витягнутих вздовж річки. Основні адміністративні та торгові будівлі сконцентровані навколо площі. У центральній частині розташовані 2-, 4- та 5-поверхові житлові будинки. Решта забудови переважно 1-поверхова, дерев'яна.

## Економіка
Функціонують крохмальний і маслозавод, лісгосп, районні сільгоспхімія і агропромтехніка, хлібокомбінат. Поблизу селища є поклади залізняка, глини і суглинків.

## Установи
Ветлікарня, аптека, музична школа, історичний музей з картинною галереєю, бібліотеки, Будинок культури, лікарня, пошта, гідрометеослужба. Ведеться радіомовлення, виходить газета «Маяк Полісся».

## Відомі люди
Брагін — батьківщина доктора хімічних наук В. Скороходова, письменника С. Палуяна, художників А. Греся, Е. Пономоренко, героя-пожежника В. Ігнатенка, металурга Я. Шнеєрова.